# Алексова къща
Алексовата къща (на македонска литературна норма: Алексова куќа) е възрожденска къща в село Злетово, Република Македония. Сградата е обявена за паметник на културата.
Къщата е собственост на семейство Алексови, които живеят в нея до 1985 година. След 1912 година в къщата е разположена общинската администрация. След Втората световна война е превърната в хамбар за жито.